# 사천시장
사천시장은 경상남도 사천시의 시장이다.

## 역대 사천군수
| 대수 | 이름   | 임기                               | 비고     |
| ---- | ------ | ---------------------------------- | -------- |
| 초대 | 김시각 | 1946년 6월 14일 ~ 1946년 10월 19일 | 4월      |
| 2대  | 장일주 | 1946년 10월 20일 ~ 1947년 5월 10일 | 7월      |
| 3대  | 유태경 | 1947년 5월 11일 ~ 1948년 4월 4일   | 11월     |
| 4대  | 황남팔 | 1948년 6월 4일 ~ 1949년 6월 20일   | 1년 1월  |
| 5대  | 조승래 | 1949년 6월 21일 ~ 1950년 6월 11일  | 11월     |
| 6대  | 구태서 | 1950년 6월 12일 ~ 1951년 10월 5일  | 1년 5월  |
| 7대  | 정효근 | 1951년 10월 10일 ~ 1952년 11월 9일 | 1년 2월  |
| 8대  | 이경호 | 1952년 11월 10일 ~ 1954년 3월 31일 | 1년 5월  |
| 9대  | 조희두 | 1954년 4월 1일 ~ 1955년 8월 9일    | 1년 4월  |
| 10대 | 서병규 | 1955년 8월 10일 ~ 1957년 5월 30일  | 1년 10월 |
| 11대 | 박응제 | 1957년 5월 31일 ~ 1959년 12월 4일  | 2년 6월  |
| 12대 | 박우경 | 1959년 12월 5일 ~ 1960년 5월 25일  | 6월      |
| 13대 | 이종희 | 1960년 5월 26일 ~ 1961년 6월 18일  | 1년 2월  |
| 14대 | 박종석 | 1961년 6월 19일 ~ 1961년 7월 20일  | 2월      |
| 15대 | 최병한 | 1961년 7월 21일 ~ 1962년 2월 27일  | 7월      |
| 16대 | 서정화 | 1962년 2월 28일 ~ 1962년 6월 7일   | 2월      |
| 17대 | 한형구 | 1962년 8월 23일 ~ 1964년 3월 16일  | 1년 7월  |
| 18대 | 노이식 | 1964년 3월 17일 ~ 1965년 4월 28일  | 1년 1월  |
| 19대 | 박영홍 | 1965년 4월 29일 ~ 1966년 4월 26일  | 1년      |
| 20대 | 김상조 | 1966년 4월 27일 ~ 1968년 1월 1일   | 1년 8월  |
| 21대 | 고창섭 | 1968년 1월 3일 ~ 1970년 3월 3일    | 1년 2월  |
| 22대 | 손영식 | 1970년 3월 4일 ~ 1971년 8월 4일    | 1년 5월  |
| 23대 | 황대영 | 1971년 8월 5일 ~ 1973년 7월 1일    | 1년 10월 |
| 24대 | 허순도 | 1973년 7월 2일 ~ 1975년 6월 16일   | 2년      |
| 25대 | 유갑정 | 1975년 6월 17일 ~ 1975년 6월 21일  |          |
| 26대 | 박부찬 | 1975년 6월 25일 ~ 1976년 6월 1일   | 11월     |
| 27대 | 이구섭 | 1976년 6월 2일 ~ 1978년 8월 1일    | 2년 2월  |
| 28대 | 최낙형 | 1978년 8월 2일 ~ 1980년 3월 16일   | 1년 7월  |
| 29대 | 주성민 | 1980년 3월 17일 ~ 1980년 7월 31일  | 4월      |
| 30대 | 김영철 | 1980년 8월 1일 ~ 1982년 1월 22일   | 1년 6월  |
| 31대 | 박찬희 | 1982년 1월 23일 ~ 1982년 9월 21일  | 8월      |
| 32대 | 양종수 | 1982년 9월 22일 ~ 1985년 3월 11일  | 2년 6월  |
| 33대 | 이영탁 | 1985년 3월 12일 ~ 1985년 7월 26일  | 5월      |
| 34대 | 최락건 | 1985년 7월 27일 ~ 1986년 12월 24일 | 1년 5월  |
| 35대 | 하연승 | 1986년 12월 25일 ~ 1987년 9월 2일  | 8월      |
| 36대 | 안두환 | 1987년 9월 3일 ~ 1989년 1월 1일    | 1년 4월  |
| 37대 | 황기준 | 1989년 1월 2일 ~ 1991년 1월 13일   | 2년      |
| 38대 | 김영철 | 1991년 1월 14일 ~ 1993년 3월 29일  | 2년 2월  |
| 39대 | 김태웅 | 1993년 3월 30일 ~ 1994년 2월 7일   | 10월     |
| 40대 | 이구윤 | 1994년 2월 8일 ~ 1995년 1월 1일    | 11월     |
| 41대 | 황철곤 | 1995년 1월 2일 ~ 1995년 4월 13일   | 4월      |

## 역대 삼천포시장
| 대수 | 이름   | 임기                                | 비고                        |
| ---- | ------ | ----------------------------------- | --------------------------- |
| 초대 | 김동선 | 1956년 7월 8일 ~ 1958년 8월 8일     | 2년 1월                     |
| 2대  | 유상호 | 1958년 9월 15일 ~ 1959년 12월 15일  | 1년 2월                     |
| 3대  | 김판권 | 1959년 12월 16일 ~ 1960년 7월 4일   | 7월                         |
| 4대  | 유상호 | 1960년 7월 5일 ~ 1960년 11월 30일   | 2대 삼천포 시장 4월         |
| 5대  | 유상호 | 1960년 11월 31일 ~ 1961년 6월 11일  | 7월                         |
| 6대  | 오형순 | 1961년 6월 12일 ~ 1961년 11월 11일  | 6월                         |
| 7대  | 박경호 | 1961년 11월 12일 ~ 1962년 11월 19일 | 1년                         |
| 8대  | 신선열 | 1962년 11월 20일 ~ 1964년 5월 10일  | 1년 6월                     |
| 9대  | 한정수 | 1964년 5월 11일 ~ 1965년 8월 1일    | 1년 5월                     |
| 10대 | 박경제 | 1965년 8월 2일 ~ 1966년 12월 15일   | 1년 4월                     |
| 11대 | 성해기 | 1966년 12월 16일 ~ 1969년 3월 23일  | 2년 4월                     |
| 12대 | 양태식 | 1969년 3월 24일 ~ 1970년 3월 3일    | 1년                         |
| 13대 | 강삼희 | 1970년 3월 4일 ~ 1971년 8월 21일    | 1년 6월                     |
| 14대 | 김중도 | 1971년 8월 22일 ~ 1973년 6월 30일   | 1년 10월                    |
| 15대 | 김철년 | 1973년 7월 1일 ~ 1974년 12월 31일   | 1년 6월                     |
| 16대 | 한형구 | 1975년 1월 1일 ~ 1978년 3월 18일    | 17대 사천군수 1년 2월       |
| 17대 | 이한순 | 1978년 4월 1일 ~ 1978년 10월 21일   | 2년 6월                     |
| 18대 | 김한석 | 1978년 10월 22일 ~ 1980년 7월 25일  | 1년 9월                     |
| 19대 | 이구섭 | 1980년 7월 26일 ~ 1982년 1월 22일   | 27대 사천군수 1년 6월       |
| 20대 | 이범수 | 1982년 1월 23일 ~ 1982년 9월 20일   | 8월                         |
| 21대 | 박지근 | 1982년 9월 21일 ~ 1983년 12월 26일  | 1년 3월                     |
| 22대 | 최재현 | 1983년 12월 27일 ~ 1985년 3월 10일  | 1년 2월                     |
| 23대 | 전영국 | 1985년 3월 11일 ~ 1986년 3월 7일    | 1년                         |
| 24대 | 조규섭 | 1986년 3월 8일 ~ 1987년 6월 8일     | 1년 3월                     |
| 25대 | 이환철 | 1987년 6월 9일 ~ 1988년 12월 31일   | 1년 7월                     |
| 26대 | 여주환 | 1989년 1월 1일 ~ 1990년 6월 6일     | 1년 5월                     |
| 27대 | 노을환 | 1990년 6월 7일 ~ 1991년 7월 15일    | 1년 1월                     |
| 28대 | 박찬규 | 1991년 7월 16일 ~ 1993년 3월 28일   | 1년 8월                     |
| 29대 | 하일청 | 1993년 3월 29일 ~ 1994년 4월 25일   | 1년 1월                     |
| 30대 | 정영   | 1994년 4월 26일 ~ 1994년 12월 31일  | 8월                         |
| 31대 | 한창일 | 1995년 1월 1일 ~ 1995년 5월 9일     | 5월 관선 마지막 삼천포 시장 |

## 역대 사천시장
| 대수     | 이름   | 임기                                | 비고                                                                    |
| -------- | ------ | ----------------------------------- | ----------------------------------------------------------------------- |
| 초대     | 한창일 | 1995년 5월 10일 ~ 1995년 6월 30일   | 2월 31대 삼천포시장 민선1기                                             |
| 2대      | 하일청 | 1995년 7월 1일 ~ 1998년 6월 30일    | 3년 22대 거제군수 민선2기                                               |
| 3대      | 하일청 | 1998년 7월 1일 ~ 1998년 9월 30일    | 3월 재선 민선2기                                                        |
| 4대      | 정만규 | 1998년 11월 27일 ~ 2000년 11월 28일 | 2년 민선2기 전임시장의 사망으로 치러진 1998년 11월 26일 재보궐선거 당선 |
| 권한대행 | 김상배 | 2000년 11월 29일 ~ 2001년 4월 20일  | 민선2기                                                                 |
| 5대      | 김수영 | 2001년 4월 21일 ~ 2002년 6월 30일   | 1년 2월 민선2기 2001년 4월 26일 재보궐선거 당선                         |
| 6대      | 김수영 | 2002년 7월 1일 ~ 2006년 6월 30일    | 4년 민선3기 재선                                                        |
| 7대      | 김수영 | 2006년 7월 1일 ~ 2010년 6월 30일    | 4년 민선4기 3선                                                         |
| 8대      | 정만규 | 2010년 7월 1일 ~ 2014년 6월 30일    | 4년 재선                                                                |
| 9대      | 송도근 | 2014년 7월 1일 ~ 2018년 6월 30일    | 4년                                                                     |
| 10대     | 송도근 | 2018년 7월 1일 ~ 2021년 11월 11일   | 3년 4월 재선                                                            |
| 권한대행 | 홍민희 | 2021년 11월 12일 ~ 2022년 6월 30일  |                                                                         |
| 11대     | 박동식 | 2022년 7월 1일 ~                    |                                                                         |

## 같이 보기
- 사천시장 선거